# Saint-Germain-d'Elle
Pour les articles homonymes, voir Saint-Germain.
Saint-Germain-d'Elle est une commune française, située dans le département de la Manche en région Normandie, peuplée de 209 habitants.

## Géographie

### Hydrographie
La commune est située dans le bassin Seine-Normandie. Elle est drainée par l'Elle, le cours d'eau 01 de la Boulottière, le cours d'eau 01 de la commune de Notre-Dame-D'Elle, le cours d'eau 01 du Bois de la Bigne et le fossé 01 de la Haie Pagot,,.
L'Elle, d'une longueur de 32 km, prend sa source dans la commune  et se jette  dans la Vire à Isigny-sur-Mer, après avoir traversé onze communes. 

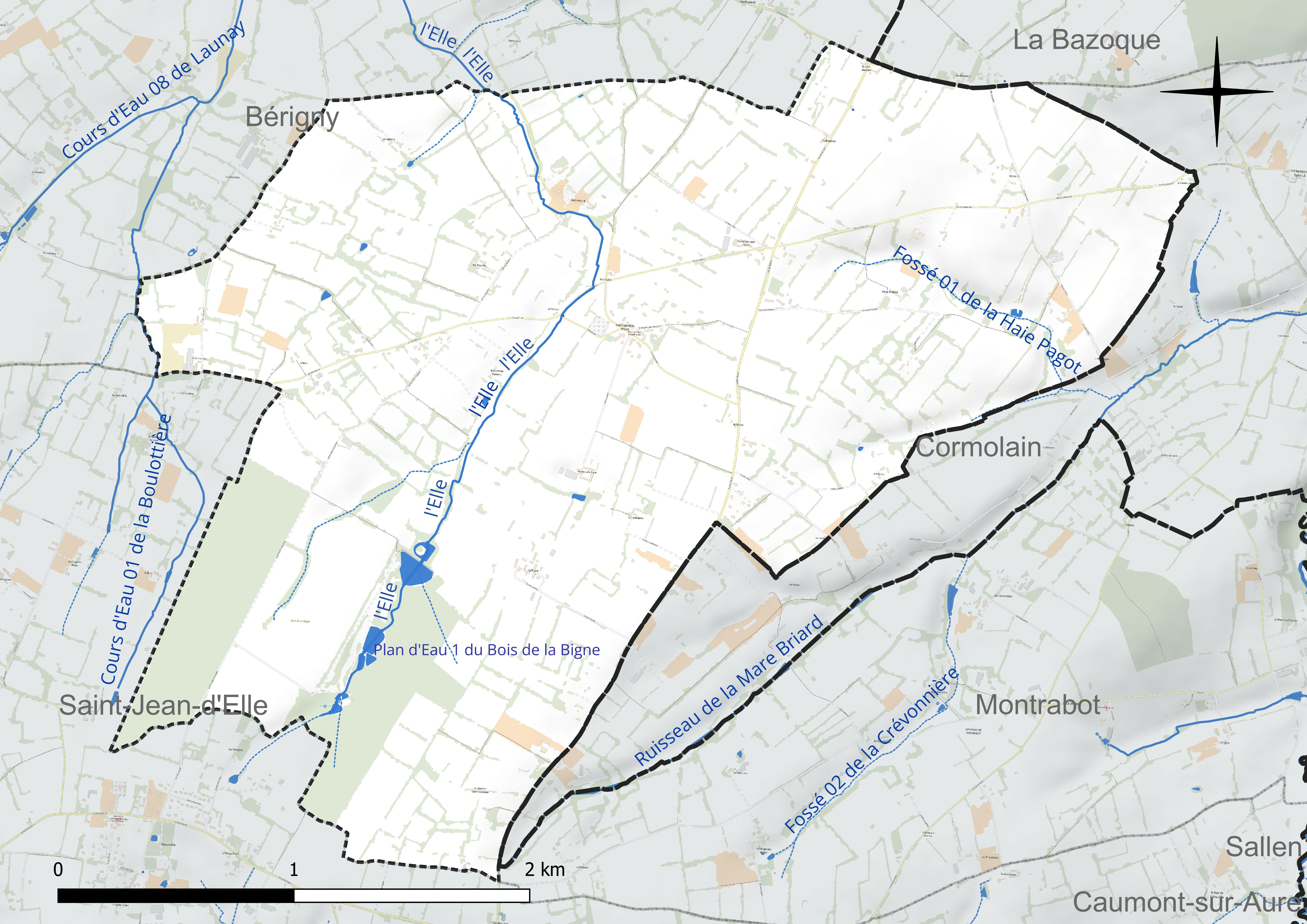
Réseau hydrographique de Saint-Germain-d'Elle.

Un plan d'eau complète le réseau hydrographique : le plan d'eau 1 du Bois de la Bigne (1 ha),.

### Climat
Pour des articles plus généraux, voir Climat de la Normandie et Climat de la Manche.
En 2010, le climat de la commune est de type climat océanique franc, selon une étude du CNRS s'appuyant sur une série de données couvrant la période 1971-2000. En 2020, Météo-France publie une typologie des climats de la France métropolitaine dans laquelle la commune est exposée à un climat océanique et est dans la région climatique  Normandie (Cotentin, Orne), caractérisée par une pluviométrie relativement élevée (850 mm/a) et un été frais (15,5 °C) et venté. Parallèlement le GIEC normand, un groupe régional d’experts sur le climat, différencie quant à lui, dans une étude de 2020, trois grands types de climats pour la région Normandie, nuancés à une échelle plus fine par les facteurs géographiques locaux. La commune est, selon ce zonage, exposée à un « climat contrasté des collines », correspondant au Bocage normand, bien arrosé, voire très arrosé sur les reliefs les plus exposés au flux d’ouest, et frais en raison de l’altitude.
Pour la période 1971-2000, la température annuelle moyenne est de 10,4 °C, avec une amplitude thermique annuelle de 12,1 °C. Le cumul annuel moyen de précipitations est de 963 mm, avec 13,9 jours de précipitations en janvier et 8,3 jours en juillet. Pour la période 1991-2020, la température moyenne annuelle observée sur la station météorologique la plus proche, située sur la commune de Balleroy-sur-Drôme à 9 km à vol d'oiseau, est de 11,2 °C et le cumul annuel moyen de précipitations est de 924,3 mm,. Pour l'avenir, les paramètres climatiques de la commune estimés pour 2050 selon différents scénarios d’émission de gaz à effet de serre sont consultables sur un site dédié publié par Météo-France en novembre 2022.

## Urbanisme

### Typologie
Au 1er janvier 2024, Saint-Germain-d'Elle est catégorisée commune rurale à habitat très dispersé, selon la nouvelle grille communale de densité à sept niveaux définie par l'Insee en 2022.
Elle est située hors unité urbaine. Par ailleurs la commune fait partie de l'aire d'attraction de Saint-Lô, dont elle est une commune de la couronne,. Cette aire, qui regroupe 63 communes, est catégorisée dans les aires de 50 000 à moins de 200 000 habitants,.

### Occupation des sols
L'occupation des sols de la commune, telle qu'elle ressort de la base de données européenne d’occupation biophysique des sols Corine Land Cover (CLC), est marquée par l'importance des territoires agricoles (93,5 % en 2018), une proportion identique à celle de 1990 (93,5 %). La répartition détaillée en 2018 est la suivante : terres arables (48,3 %), prairies (38,7 %), zones agricoles hétérogènes (6,5 %), forêts (6,5 %). L'évolution de l’occupation des sols de la commune et de ses infrastructures peut être observée sur les différentes représentations cartographiques du territoire : la carte de Cassini (XVIIIe siècle), la carte d'état-major (1820-1866) et les cartes ou photos aériennes de l'IGN pour la période actuelle (1950 à aujourd'hui).

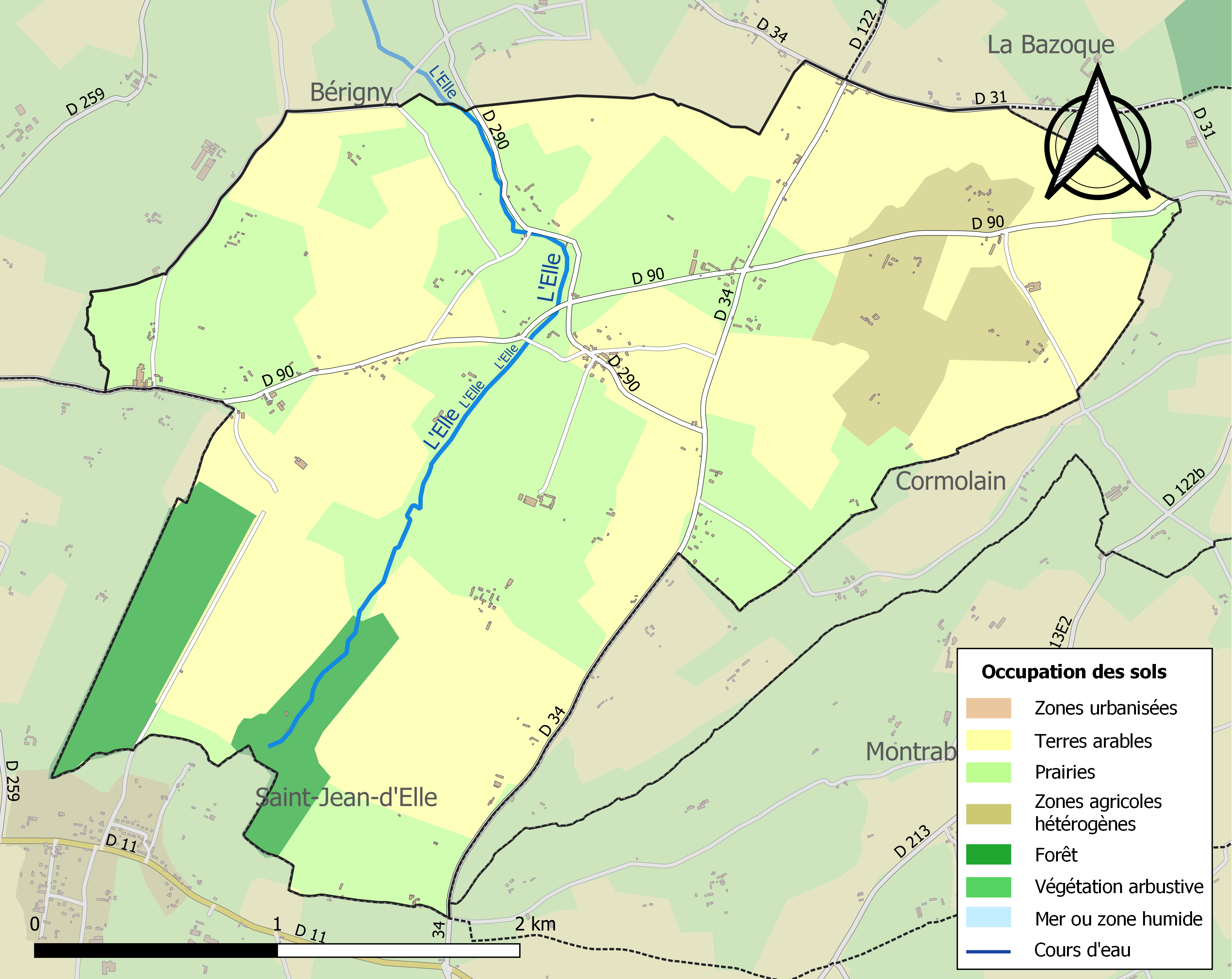
Carte des infrastructures et de l'occupation des sols de la commune en 2018 (CLC).

## Toponymie
Le nom de la localité est attesté sous les formes Saint Germain du bois d'Elle au Moyen Âge, Saint Germain Dele en 1316, Saint Germain du boys d'Elle en 1362, Saint-Germain-Delle en 1801, Elle en 1837, Saint-Germain-d'Elle en 1848.
La paroisse et son église sont dédiées à Germain le Scot.
Le nom de l'Elle, rivière, affluent de la Vire sert de déterminant.

## Histoire
En 1837, la section fut supprimée au profit de la création de la commune d'Elle avec le territoire de Notre-Dame-d'Elle ; la commune fut supprimée dix ans plus tard en 1848 avec le rétablissement des deux communes.
En juin et juillet 1944, le village est témoin de violents combats entre les troupes allemandes et américaines. La grande majorité des bâtiments du bourg, dont l'église, sont détruits ou endommagés, de même que le cimetière.

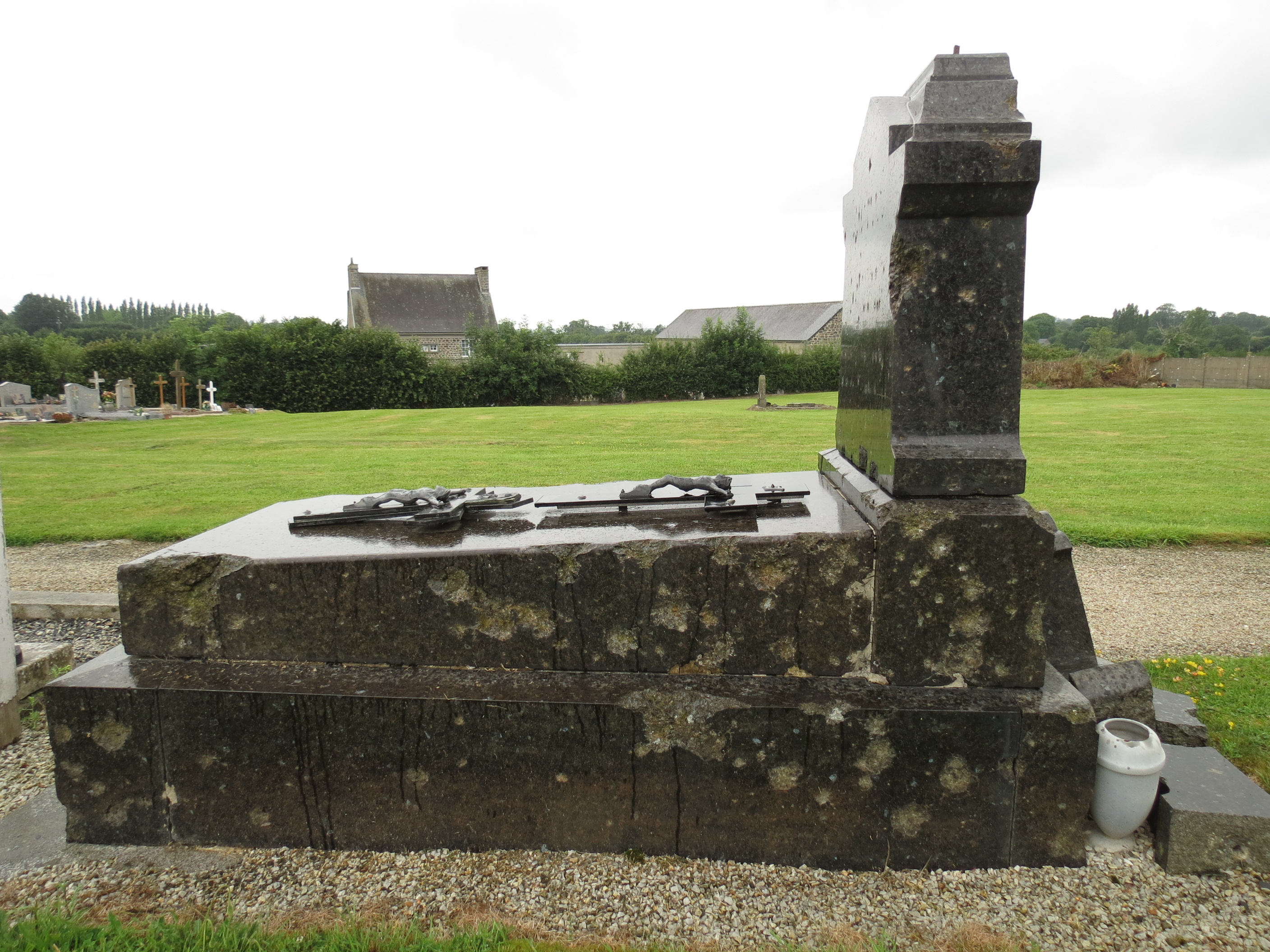
Tombe du cimetière, criblée d'impacts en 1944.
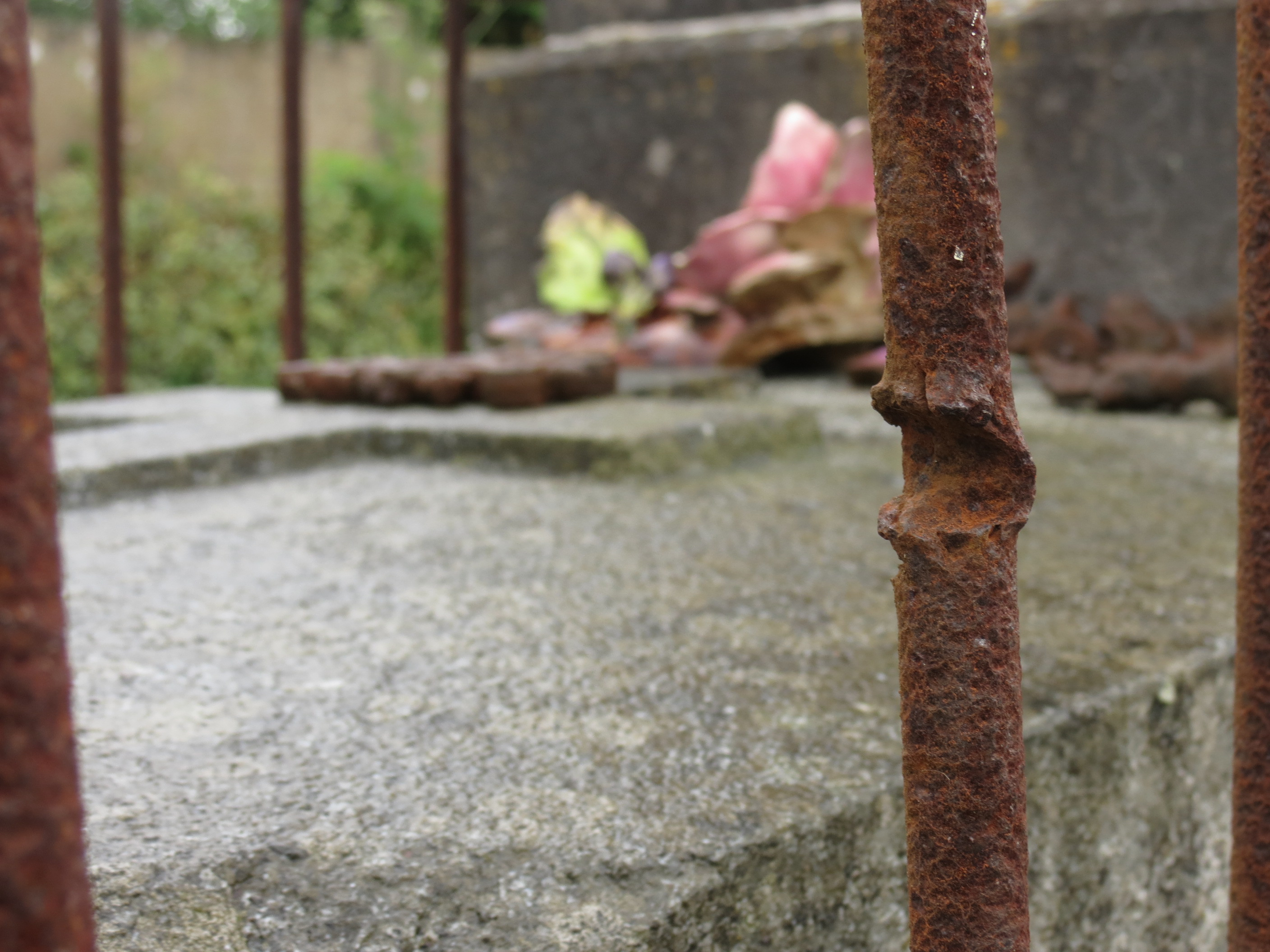
Impact de balle d'une grille dans le cimetière.
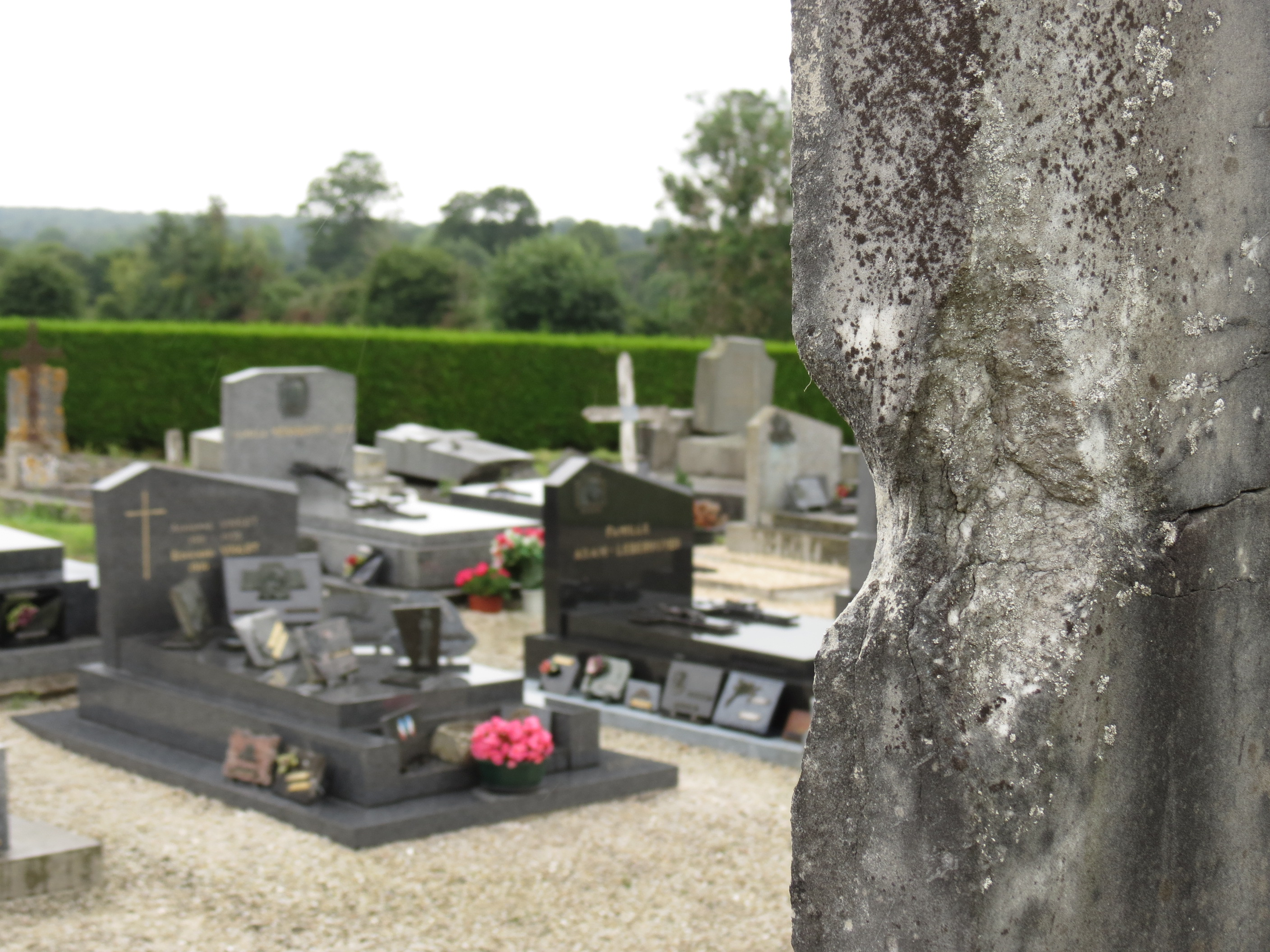
Impact sur une tombe.
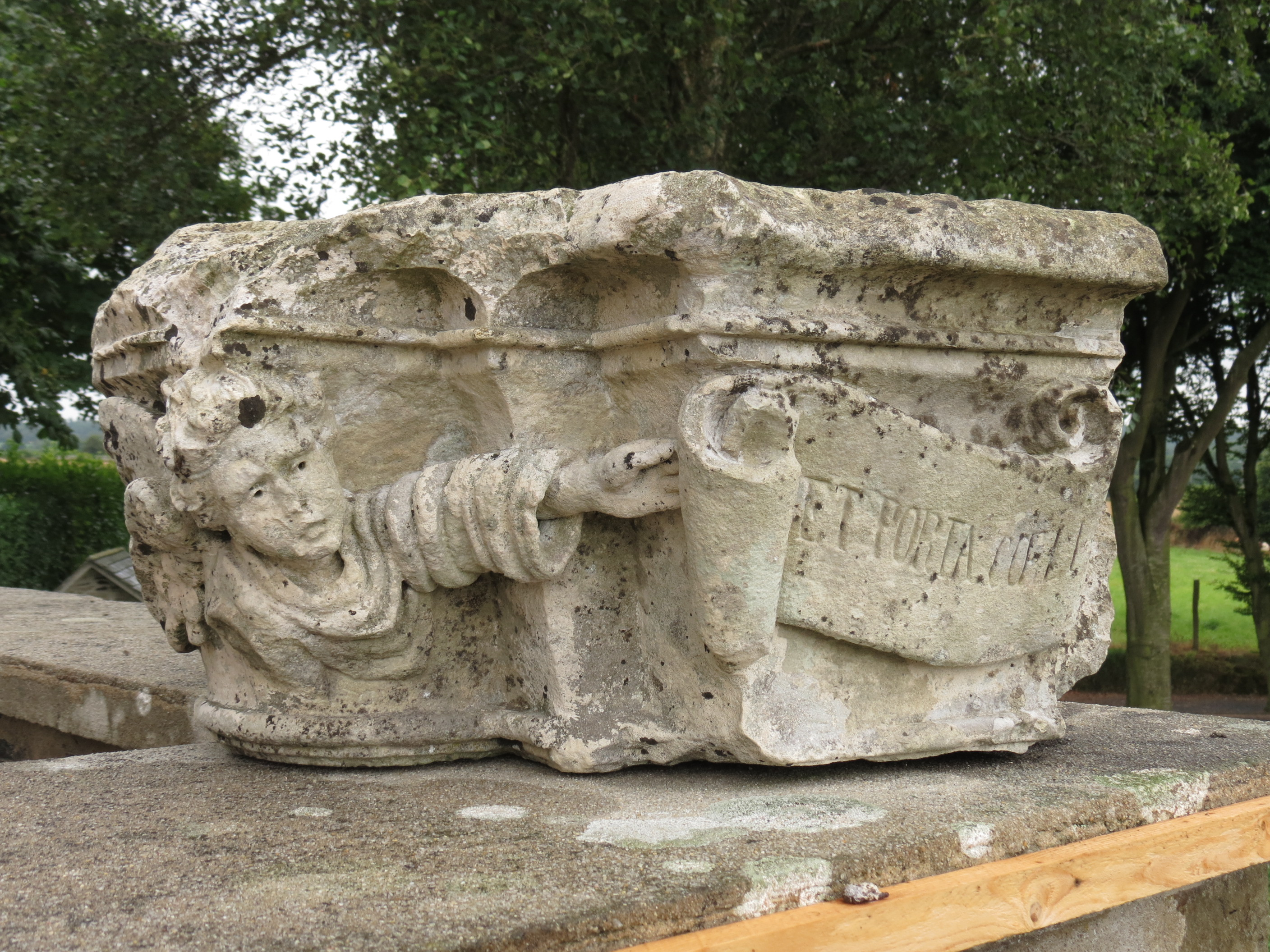
Vestige de l'ancienne église, détruite en 1944.
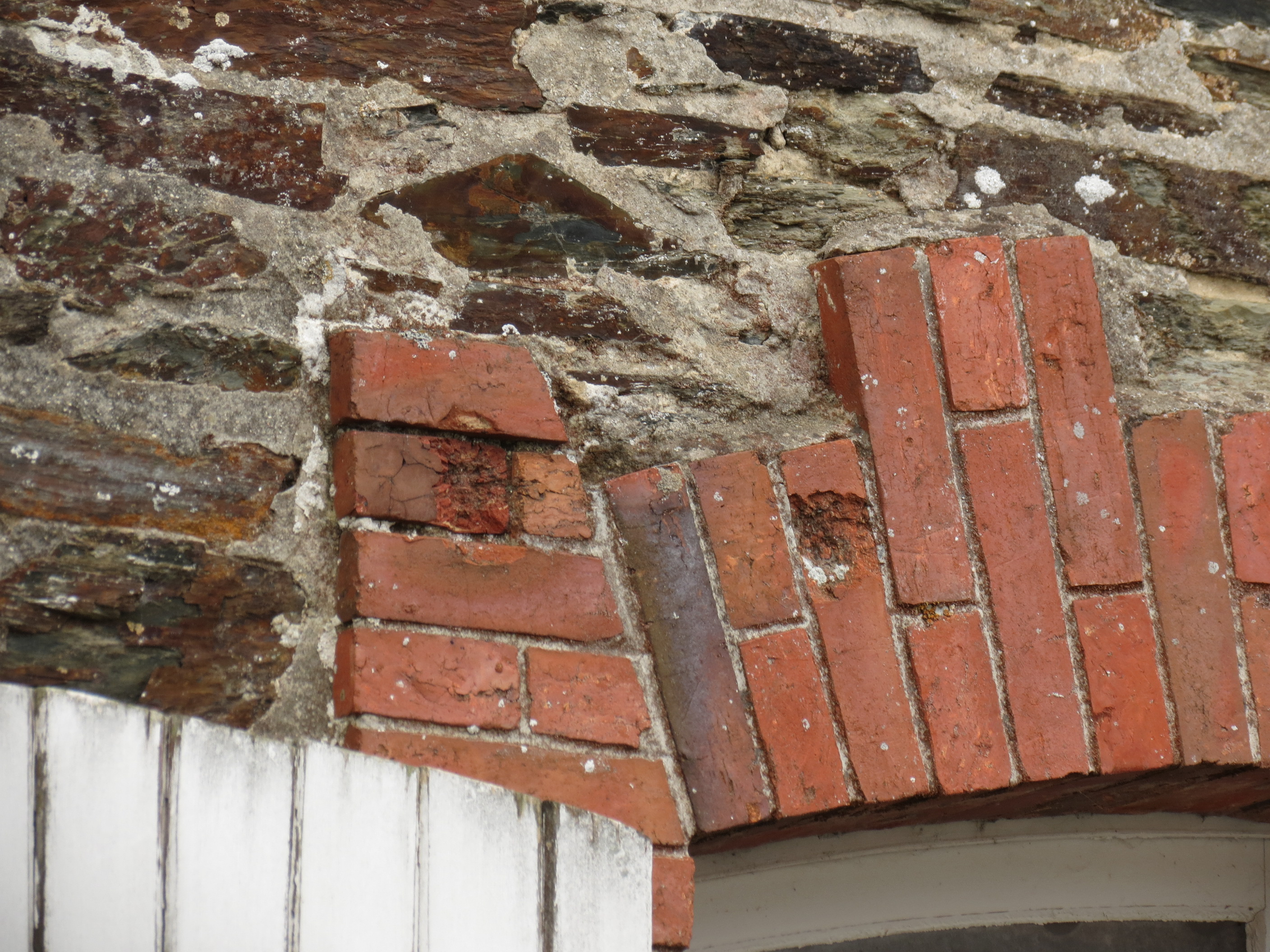
Impacts de balles sur un bâtiment du bourg ayant survécu.

L'église sera totalement reconstruite après guerre. Le 14 mai 2009, des travaux près de la mairie, à l'emplacement de l'actuelle salle des fêtes, mettent au jour le corps du soldat américain de la 2e division d'infanterie, John Simonetti (1918-1944), tué le 16 juin 1944. Exhumé et rapatrié, un mémorial a été érigé et inauguré en présence de sa famille le 18 juin 2011, à l'endroit de sa découverte.

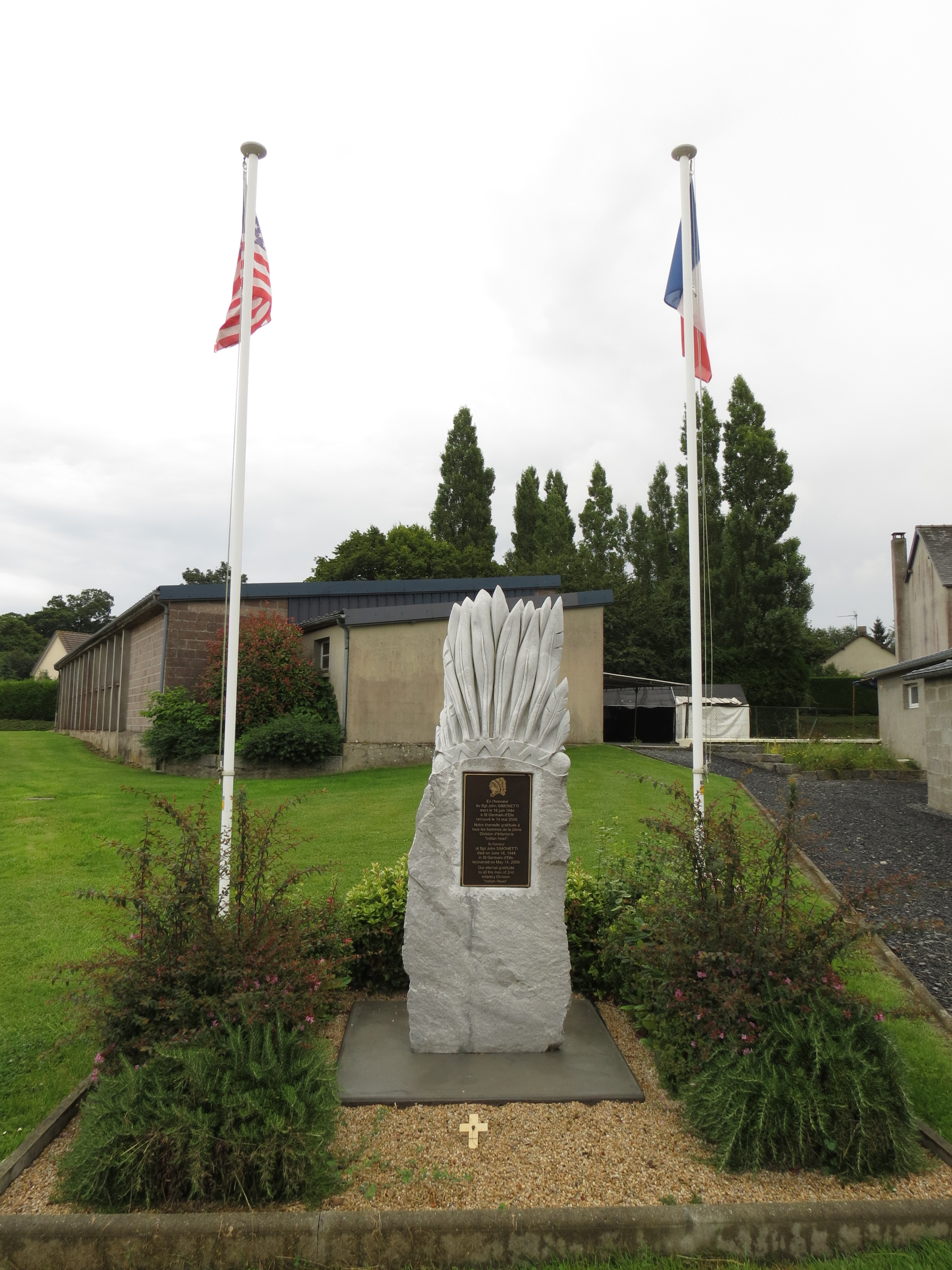
Le mémorial de John Simonetti.
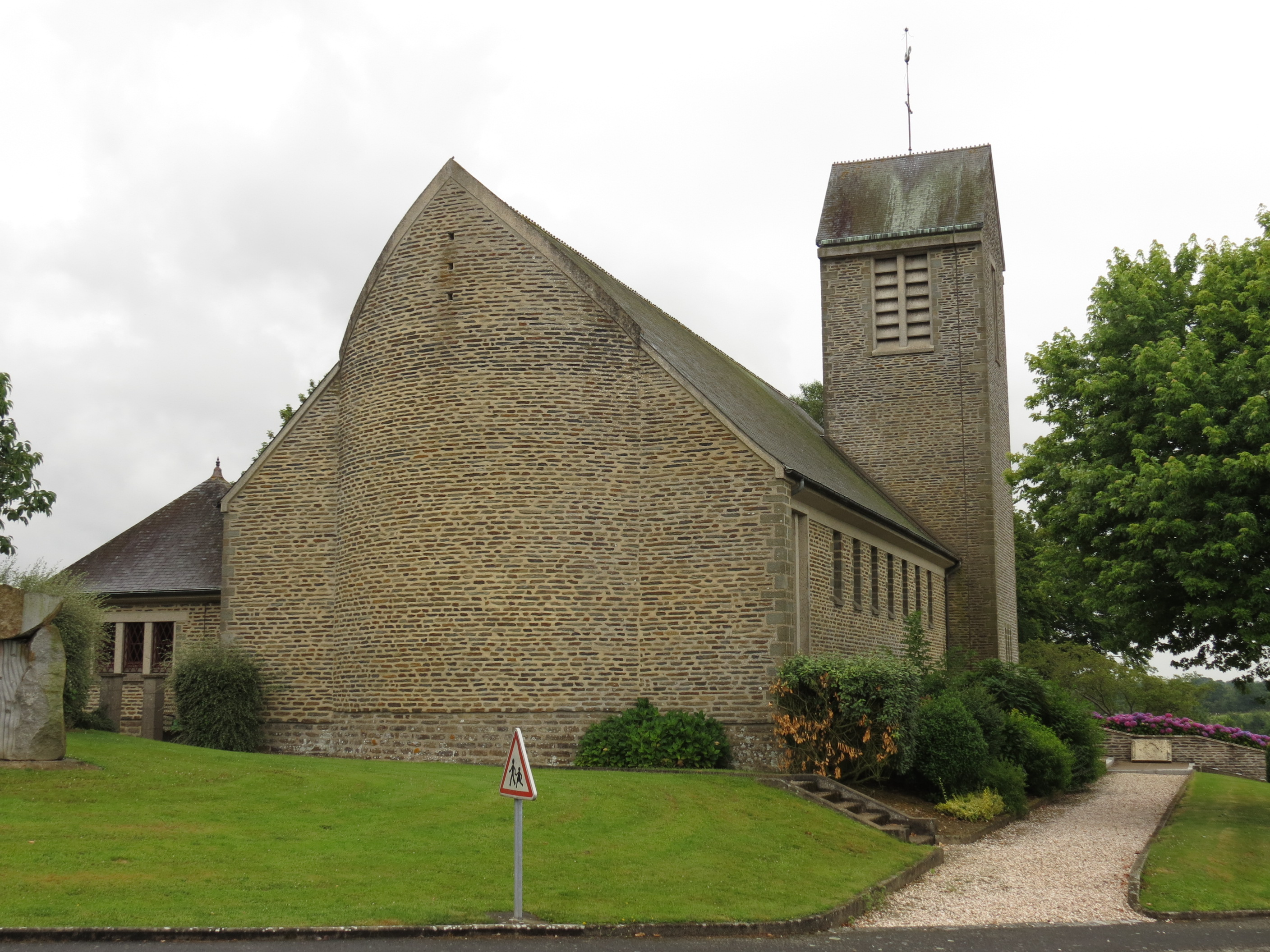
Le chevet de la nouvelle église, reconstruite après-guerre.

## Politique et administration
| Période                                  | Période   | Identité       | Étiquette | Qualité                |
| ---------------------------------------- | --------- | -------------- | --------- | ---------------------- |
| 1977                                     | mars 2001 | Gérard Besnard |           |                        |
| mars 2001                                | mars 2008 | Solange Pacary |           |                        |
| mars 2008                                | mars 2014 | Marc Delafosse | SE        | Agriculteur            |
| mars 2014                                | En cours  | Guy Bertholon  | SE        | Technicien territorial |
| Les données manquantes sont à compléter. |           |                |           |                        |

## Démographie
L'évolution du nombre d'habitants est connue à travers les recensements de la population effectués dans la commune depuis 1793. Pour les communes de moins de 10 000 habitants, une enquête de recensement portant sur toute la population est réalisée tous les cinq ans, les populations de référence des années intermédiaires étant quant à elles estimées par interpolation ou extrapolation. Pour la commune, le premier recensement exhaustif entrant dans le cadre du nouveau dispositif a été réalisé en 2006.
En 2022, la commune comptait 209 habitants, en évolution de −5,43 % par rapport à 2016 (Manche : −0,31 %, France hors Mayotte : +2,11 %).
| 1793 | 1800 | 1806 | 1821 | 1831 | 1836 | 1841 | 1846 | 1851 |
| ---- | ---- | ---- | ---- | ---- | ---- | ---- | ---- | ---- |
| 619  | 606  | 695  | 643  | 579  | 605  | 797  | 834  | 551  |

| 1856 | 1861 | 1866 | 1872 | 1876 | 1881 | 1886 | 1891 | 1896 |
| ---- | ---- | ---- | ---- | ---- | ---- | ---- | ---- | ---- |
| 552  | 544  | 523  | 514  | 510  | 480  | 449  | 440  | 448  |

| 1901 | 1906 | 1911 | 1921 | 1926 | 1931 | 1936 | 1946 | 1954 |
| ---- | ---- | ---- | ---- | ---- | ---- | ---- | ---- | ---- |
| 394  | 396  | 384  | 321  | 317  | 356  | 333  | 264  | 248  |

| 1962 | 1968 | 1975 | 1982 | 1990 | 1999 | 2006 | 2011 | 2016 |
| ---- | ---- | ---- | ---- | ---- | ---- | ---- | ---- | ---- |
| 265  | 247  | 225  | 237  | 212  | 198  | 188  | 213  | 221  |

| 2021 | 2022 | - | - | - | - | - | - | - |
| ---- | ---- | - | - | - | - | - | - | - |
| 214  | 209  | - | - | - | - | - | - | - |

## Lieux et monuments
- Église Saint-Germain, dédiée à Germain le Scot[31], reconstruite après la Seconde Guerre mondiale selon les plans des architectes Guy Pison et André Martinet et inauguré le 21 septembre 1961. Elle abrite une statue de saint Germain du XXe de Paul Bony, des vitraux du XXe de François Chapuis et André Ripeau, une Vierge à l'Enfant du XVe restaurée et une statue de saint Augustin du XIXe[24].

La dîme était partagée entre le prieuré du Plessis-Grimoult et l'abbé de Cerisy.
- Chapelle Sainte-Anne.
- Croix de cimetière du XIXe siècle, calvaire des XVIIe – XXe siècles.
- Lavoir à l'entrée du village.

## Héraldique
| Blason de Saint-Germain-d'Elle | Blason  | De sinople à la bande ondée abaissée d'azur et bordée d'argent, accompagnée en chef senestre d'une tête de chef indien de profil d'argent, à deux crosses d'or passées en sautoir et brochant en pointe ; au franc quartier de gueules chargé de deux léopards d'or armés et lampassés d'azur. |
| Blason de Saint-Germain-d'Elle | Détails | Les léopards d'or sur champ de gueules rappellent les armes de la Normandie Le statut officiel du blason reste à déterminer. |